# Pastetten
Pastetten település Németországban, azon belül Bajorországban. Lakosainak száma 2834 fő (2023. december 31.).

## Népesség
A település népessége az elmúlt években az alábbi módon változott:
| Lakosok száma | 829  | 1303 | 1308 | 2546 | 2571 | 2571 | 2616 | 2716 | 2852 | 2834 |
|               | 1875 | 1950 | 1970 | 2011 | 2013 | 2014 | 2016 | 2019 | 2021 | 2023 |